# كأس السوبر الأوروبية الأمريكية
كانت كأس السوبر الأوروبية الأمريكية (بالإنجليزية: Supercopa Euroamericana)‏ هي بطولة كرة قدم ودية أنشأتها قناة دايركت تي في ولعبت بين عامي 2015 - 2016 في الأمريكتين. أقيمت المباراة بين بطل كأس سود أمريكانا وبطل الدوري الأوروبي.  تم تنظيم المباراة من قبل دايركت تي في عام 2015 وLaLiga World Challenge عام 2016.

## التشكيل
لعبت المباراة لمدة 90 دقيقة. وفي حالة التعادل بعد انتهاء الوقت الأصلي، يتم تحديد الفائزين عن طريق ركلات الترجيح مباشرة.

## قائمة النهائيات
- يشير عمود "الموسم" إلى الموسم الذي أقيمت فيه المسابقة، وروابط الويكي للمقالة حول ذلك الموسم.
- تشير الروابط الويكي الموجودة في عمود "النتيجة" إلى المقال الذي يتحدث عن المباراة النهائية لذلك الموسم.

| # | السنة | البلد     | الفائزون  | النتيجة | الوصيف   | البلد    | المكان                   | المدينة    | حضور   |
| - | ----- | --------- | --------- | ------- | -------- | -------- | ------------------------ | ---------- | ------ |
| 1 | 2015  | الأرجنتين | ريفر بليت | 1–0     | إشبيلية  | إسبانيا  | ملعب مونومنتال           | بوينس آيرس | 54,000 |
| 2 | 2016  | إسبانيا   | إشبيلية   | 2-1     | سانتا في | كولومبيا | مجمع عالم الرياضة الواسع | بحيرة باي  | 5000   |

## الابطال

### حسب النادي
| النادي    | البطل | الوصيف | المواسم التي فاز بها | وصيف الموسم |
| --------- | ----- | ------ | -------------------- | ----------- |
| إشبيلية   | 1     | 1      | 2016                 | 2015        |
| ريفر بليت | 1     | 0      | 2015                 | —           |
| سانتا في  | 0     | 1      | —                    | 2016        |

### حسب البلد
| أمة       | الفائزون | الوصيف |
| --------- | -------- | ------ |
| إسبانيا   | 1        | 1      |
| الأرجنتين | 1        | 0      |
| كولومبيا  | 0        | 1      |

### الأداء حسب الاتحاد
| الاتحاد                          | البطل | الوصيف |
| -------------------------------- | ----- | ------ |
| اتحاد أمريكا الجنوبية لكرة القدم | 1     | 1      |
| الاتحاد الأوروبي لكرة القدم      | 1     | 1      |

## روابط خارجية
- كأس السوبر الأوروبية الأمريكية: الموقع الرسمي (مؤرشف)
- Soccerway.com - كأس السوبر الأوروبية الأمريكية/
- The Final Ball.com - كأس السوبر الأوروبية الأمريكية
- Sportsstats.com - كأس السوبر الأوروبية الأمريكية